# Вязовое (Прохоровский район)
 Вязовое — село в Прохоровском районе Белгородской области, Россия. Административный центр Вязовского сельского поселения.

## История
Точное время основания села неизвестно. Сам регион активно осваивался русским населением ещё с XVII века. Существует две версии происхождения названия села. Первая — от слова «вяз», поскольку в окрестностях села росло много вязов. Вторая — от словосочетания «вязкое место», то есть топкая болотистая местность.
В XVII веке данная местность входила в состав Старооскольского уезда. В эти неспокойные времена регион часто подвергался набегам крымских и ногайских орд. Лишь возведение мощной пограничной Белгородской оборонительной черты принесло жителям региона относительное спокойствие.
В результате административно-территориальной реформы Петра I (1708 год) уезды в России были упразднены.
Село Вязовое образовалось в административных границах древнего Корочанского уезда. Оно входило в состав поселенки Верхний стан, занимавшего северную часть уезда, от села Свинец до Корочи. По архивным данным переписи населения тех лет первые поселенцы в 1721 году были записаны как жители Свинца, а уже в 1725 году как жители села Вязовое, поэтому можно сделать вывод, что село образовалось с 1721 по 1725 года.
Однако уже в 1727 году в самом конце регентства светлейшего князя Александра Даниловича Меньшикова при юном императоре Петре II уезды, как административно-территориальная единица, были воссозданы. Старооскольский уезд вошёл в состав Белгородской провинции новосозданной Белгородской губернии.
В 1779 году в правление императрицы Екатерины II Белгородская губерния была ликвидирована и Старооскольский уезд вошёл в состав Курского наместничества. Часть территории Старооскольского уезда отошла к новосозданным Щигровскому и Тимскому уездам Курского наместничества, а другая часть к Ниждевицкому и Землянскому уездам Воронежского наместничества.
В 1797 году при императоре Павле I Курское наместничество было преобразовано в Курскую губернию, уезды были укрупнены. К Старооскольскому уезду отошли части Корочанского, Тимского и Новооскольского уездов, в свою очередь, часть территории Старооскольского уезда была передана в состав Щигровского уезда.
В 1802 году по решению императора Александра I большинство уездов, существовавших до 1797 года, были восстановлены, а границы пересмотрены. В результате, Старооскольский уезд потерял значительную часть своей территории.
C 1802 года по 1918 год границы Старооскольского уезда существовали без значительных изменений.
Наиболее ранняя документальная информация о селе Вязовом относится лишь к 1840 году. В этом году в царствование императора Николая I в Вязовом была построена каменная Николаевская церковь. Сооружение каменного храма косвенно свидетельствует, что к этому времени село уже имело многочисленное и зажиточное население. Здание этого храма было полностью разрушено сто лет спустя в 40-х — 50-х годах XX века.
Кроме храма ещё одной местно чтимой святыней по преданию с XVIII века является Целебный источник святого Пантелеймона. По легенде однажды жители села увидели в роднике в урочище Петровская дача плавающую икону. Образ пытались достать, но икона всё время выскальзывала и не далась в руки никому, кроме маленького мальчика. Местные жители придали этому событию глубокий религиозный смысл: икону из воды смогли вынуть лишь чистые руки неоскверненные грехом. С этих пор вода источника стала приносить исцеление страждущим и болящим. Сегодня Целебный источник святого Пантелеймона является одной из главных достопримечательностей села Вязовое. Сама же икона при разрушении храма в середине XX века была спасена и сохранена местной жительницей Марией Егоровной Труновой. Много лет спустя она передала этот образ во вновь построенный в селе Вязовом храм Святого Равноапостольного князя Владимира и святого Великомученика Пантелеймона.
Наиболее ранняя известная перепись населения в селе Вязовом была проведена только в 1857 году сразу после окончания Крымской войны (1853—1856 гг.). По результатам переписи в селе Вязовом Спасской волости Старооскольского уезда (10-я ревизия 1857 г.) было зарегистрировано «664 души мужского пола». По всей видимости переписчиков интересовало исключительно мужское взрослое податное население пригодное к мобилизации. По свидетельству жителей, некогда их село принадлежало неким помещикам и местное население платило своим хозяевам лишь небольшой оброк, что давало возможность крестьянам жить в целом безбедно. Однако принадлежность села какому-либо дворянскому роду в открытых источниках не указывается. Как известно, после 1861 года крепостное право в России было отменено.
Результаты земской реформы 1864 года коснулись Вязового не сразу. Лишь в 1884 году, то есть через три года после гибели царя-реформатора Александра II, в селе была построена земская школа — деревянное здание под соломенной крышей, с двумя классными комнатами. Занятия вел учитель с образованием в объёме трёх классов духовной семинарии, получавший от сельской управы 250 рублей жалования в год. Кроме уроженцев села Вязовое в школе обучались дети из сел Смородино и Ясная Поляна.
Более тщательная перепись населения в Вязовом была произведена в 1885 году. На этот раз в селе было зарегистрировано 267 дворов и 2168 жителей: 1111 мужского и 1057 женского пола. Больше чем в иных селах было здесь грамотных: 68 мужиков и 92 мальчика-ученика. В хозяйствах вязовских крестьян на частных подворьях имелось 482 рабочих лошади и 224 жеребёнка, 320 коров с 75 телятами, 220 овец, 477 свиней, а также 170 ульев с пчелами — больше всего в волости. Торговали в Вязовом две лавки и три кабака.
К 1907 году Вязовое стало центром волости, в которую входили села: Никаноровка (817 жителей), Ольшанка (Кологреевка) с хутором Кологреевским (527 жителей), Уколово (1190 жителей), Сергиевка (384 жителя), Гремучий Колодезь (169 жителей), Васильевка (821 житель), Петровка (624 жителя), Кондровка (631 житель), Раисы (347 жителей) и Чуево (1878 жителей). В самом Вязовом к 1907 году проживало 2863 человека взрослого населения:1444 мужчины и 1419 женщин. Детей в возрастах от 8 до 11 лет было 286: 144 мальчика и 142 девочки.
В Вязовской земской школе, где преподавали уже два учителя, к 1907 году занималось 112 сельских ребятишек. В местной церковно-приходской школе учились ещё 20 детей. Старооскольское уездное земство «проектировало» открыть в Вязовом в 1907 году новую школу на сто учащихся. В дальнейшем количество мест в ней планировалось увеличить: в 1911 году на 50 учащихся и в 1913-м на ещё 36.
В годы Первой мировой войны (1914—1918 гг.) жители села Вязовое мобилизовались в русскую императорскую армию и принимали участие в различных сражениях.
Во время Революции и Гражданской войны (1917—1922 гг.) самым значимым периодом в жизни региона стала осень 1919 года. 17 сентября 1919 года силы белогвардейцев генерала А. И. Деникина заняли Старый Оскол и двинулись дальше на север в направлении Москвы. Многие историки оценивали этот момент как критический для самого существования РСФРС. Однако уже в середине октября 1919 года положение на фронтах начало менять и в результате ряда сражений белогвардейцы были разгромлены. Вновь Старый Оскол был занят частями Рабоче-крестьянской Красной армии уже 22 ноября 1919 года.
В целом отношение крестьянства к Советской власти в годы Гражданской войны в селах Курской губернии было скорее негативным, чем положительным. Главной причиной недовольства были жесткие меры Советского государства по организации продовольственной диктатуры, «продразверстки» и ограничениям свободы торговли. Вплоть до 1920 года в Курской губернии имели место неоднократные выступления сельских жителей против такой политики, доходившие временами до вооружённых столкновений с частями Красной армии, сотрудниками ВЧК и подразделениями ЧОНа.
По окончании Гражданской войны, после замены «продразверстки» «продналогом» и начала так называемой «новой экономической политики», вооружённые выступления части крестьянства против Советской власти пошли на убыль.
В 1928 году в составе Белгородского округа Центрально-Чернозёмной области был образован Скороднянский район. Село Вязовое стало его частью.
В 1932 году село насчитывало 3314 жителей и являлось центром сельского Совета в Скороднянском районе. Вязовской сельский совет состоял из самого села Вязовое и двух хуторов — Овсянников и Полянка. Село Петровка, деревня Райсса (бывшая Раисы), Уколово и Чуево сами стали центрами сельских советов в том же районе.
По воспоминаниям жителей села в период так называемой «сплошной коллективизации» 1928—1937 годов ряд зажиточных жителей Вязового вместе со своими семьями оказались в числе «раскулаченных» и сосланных на поселения в отдаленные районы СССР.
13 июня 1934 года Скороднянский район был отнесён к Курской области.
В составе Курской области Скороднянский район и село Вязовое пережили Великую Отечественную войну (1941—1945 гг.) и семимесячную оккупацию немецко-фашистскими войсками. Войска вермахта вошли в село Вязовое 5 июля 1942 года. В этот день у развилки дорог, ведущих на хутора Репник и Солоника, подорвался на мине немецкий обоз. В результате в селе Вязовое была проведена карательная акция с показательной казнью нескольких жителей. Всего было расстреляно пятнадцать человек, среди них один из первых председателей колхоза Павел Петрович Буколов. Расстреляли сельчан недалеко от Чуевского плодопитомника.
По официальным данным в годы Великой Отечественной более 250 жителей села ушли на фронт. В период оккупации 20 девушек из Вязового были угнаны в Германию. Ещё 34 жительницы села трудились на строительстве железной дороги Старый Оскол — Ржава.
День освобождения села Вязовое, 2 февраля 1943 года, совпал с днем капитуляции окруженной в Сталинграде 6-й армии фельдмаршала Фридриха Паулюса. Сегодня в селе Вязовом в память о событиях Великой Отечественной войны установлен мемориал, посвященный односельчанам, отдавшим свои жизни за свободу и независимость Родины.
6 января 1954 года Скороднянский район вошёл в состав вновь образованной современной Белгородской области. В составе Скороднянского района Вязовое оставалось до его упразднения в декабре 1962 года. Сохранив статус центра сельсовета, Вязовое было включено в Прохоровский район.
В 1979 году в Вязовом проживало 892 жителя.
В 1989 году — 777 жителей: 334 мужчины и 443 женщины.
В 1997 году в селе Вязовое было зарегистрировано 335 домовладений и 899 жителей. Село являлось центром Вязовского сельского округа (село и хутор Ясная Поляна — 10 домовладений) в Прохоровском районе Белгородской области.
В 1998 году в с Вязовом числилось уже 340 домовладений и 911 жителей. Взрослое население включало в себя 369 человек трудоспособных и 305 пенсионеров. В селе имелись Дом культуры, медпункт, отделения связи, Сбербанка и два магазина. В Вязовской средней школе обучались 158 учащихся, кроме того, в селе имелось 79 детей дошкольного возраста. Базовое предприятие на территории Вязовского округа — колхоз «Великий Октябрь»: площадь пашни 3300 га, на трёх МТФ — 849 голов крупного рогатого скота (из них 350 коров); в колхозе — 38 тракторов и 23 автомобиля.
В 2010 году в селе было зарегистрировано 852 жителя.

## Достопримечательности
- Достопримечательностью села является храм Святого Равноапостольного князя Владимира и святого Великомученика Пантелеймона, построенный по инициативе Дины Владимировны и Михаила Павловича Волобуевых[3][4] с огромной помощью местного колхоза, людей и других пожертвований. Этот храм был частично разрушен пожаром, в самый большой престольный праздник села (вязовские «палеи») — 9 августа — день Святого Великомученика и Целителя Пантелеимона, и в основном все жители и священнослужители храма находились на праздничном молебне на источнике. Пожар заметил один из жителей села и сообщил быстро настоятелю храма. Пожар вовремя удалось потушить, настоятель же, когда горел огонь, кинулся внутрь в пламя, чтобы спасти Священные Дары с престола. В этом случае произошло одно из чудес — Огонь охватил алтарь и сжёг практически всё, но даже край полотна, укрывающий престол, не был повреждён. Во второй раз храм загорелся и сгорел почти дотла. По попечительству Владимира Гавриловича Анисимова был возведён новый великолепный храм, реставрирован источник и кладбище. Также были построены новая школа, Администрация, ФАП, произведён капитальный ремонт детского сада и отремонтированы дороги. Построен великолепный парк и стадион.
- Памятником природы является Родник в урочище Петровская Дача. Источник целебной воды св. вмч. и Целителя Пантелеимона расположен в массиве берёзово-дубового леса. В 2-х км юго-западнее с. Вязовое.